# Маяк (Калининградская область)
Маяк (бывш. нем. Brüsterort, Брюстерорт ) — посёлок в Светлогорском городском округе Калининградской области. Входил в состав городского поселения Донское до его упразднения.
Посёлок находится на территории воинской части 25-й береговой ракетной бригады. Здесь расположены позиции для комплексов "Бастион" и "Бал"

## История
Недалеко находится маяк на мысе Брюстерорт, ныне мыс Таран, который был построен в 1846 году по проекту А. Вайтмайера.

## Население
| 2002 | 2010 |
| ---- | ---- |
| 0    | ↗10  |

## Достопримечательности и инфраструктура
- Экотропа вдоль залива с возможностью наблюдения за птицами и прогулок до пляжа.
- Дом рыбака — музей под открытым небом, где представлена история местного рыболовства.
- Военные объекты: позиции комплексов «Бастион» и «Бал».